# Теодор Спандоунес
Теодор Спандоунес (Грчки: Θεόδωρος Σπανδούνης, итал. Teodoro Spandugino),  био је грчки историчар из раног XVI века племенитог византијског порекла; син прогнаника који су бежали од османског освајања Византије који су се настанили у Венецији у Италији. Као младић боравио је код рођака у Македонији под османском влашћу и посетио је османску престоницу Цариград, стекавши знање о њиховој историји и култури. У каснијем животу служио је узастопним папама као саветник и више пута се залагао за покретање новог крсташког рата против Османлија. Његова главна заоставштина је његова историја на италијанском језику о пореклу османске државе и њеној дотадашњој историји, чија је прва верзија објављена 1509. године на италијанском језику и убрзо преведена на француски. Спандоунес је наставио да ради на делу, а коначна верзија се појавила 1538. године. Дело је неорганизовано и садржи грешке, али је изузетно драгоцено као историјски извор због свог богатства информација.

## Породица и порекло
Теодор Спандоун је највероватније рођен у Венецији, син Матије Спандунеса и Евдокије Кантакузин. Његов отац је био грчки војник који је ступио у службу Млетачке републике као стратиоти плаћеник, а за неодређене подвиге цар Фридрих III га је прогласио грофом Светог римског царства и царским витезом 1454. године. Такође му је додељена земља око града Лоидорики у Грчкој. Ово је била номинална донација замишљена као гест части, пошто је дотична територија била под османском контролом, али према историчару Доналду Николу, то можда указује на место порекла Матије и његове породице. С друге стране, и Спандоуни и други чланови породице који су још увек остали на Балкану под османском влашћу тврдили су да потичу из самог Константинопоља, док су се неки настанили у Венецији још 1370-их. Теодорова мајка је била потомак Кантакузина, једне од најистакнутијих позновизантијских аристократских лоза, која је дала низ царева, као и владара деспотовине Мореје на Пелопонезу. Осим Теодора, пар је имао још најмање двоје деце: ћерку, која се удала за млетачког грађанина Михаила Тревисана, и сина Александра, који је постао трговац.
Теодор је преко своје мајке имао рођаке међу моћним хришћанским породицама позновизантијског/раног османског доба. Његова мајка је била унука Ђорђа Палеолога Кантакузина. Ђорђе је био рођак посљедња два византијска цара, Јована VIII Палеолога и Константина XI Палеолога, док су се његове сестре Ирена и Јелена удале за српског деспота Ђурађа Бранковића и цара Трапезунтског Давида, друга сестра је постала супруга грузијског краља Ђорђа VIII, док се једна од Ђорђевих кћери удала за војводу од Светог Саве, Владиславе Херцеговића Косачу. Породица Спандоунес је такође имала утицајне чланове на раном османском Балкану, пре свега богатог трговца Лукаса Спандоунеса у Солуну, који је након своје смрти 1481. године сахрањен у сјајној, италијанској (и вероватно изграђеној и пренетој чак из Венеције) гробници у цркви светог Димитрија. Иако је и Теодор имао посла са Солуном, он не помиње Луку.

## Живот и рад
Теодорова мајка умрла је негде пре 1490. године, а отац је Теодора, тада још детета, послао код пратетке султаније Маре Бранковић. Султанија Мара је била ћерка деспота Ђурађа и деспине Ирине, која је била узета за османског султана Мурата II. После Муратове смрти 1451. године, султанији Мари је њен посинак султан Мехмед II дозволио да се повуче на своје имање у Јежеву, где је „држала привилеговану и заштићену енклаву хришћанске вере“ (Никол). У том „узвишеном и привилегованом“ окружењу је Теодор одрастао и ту је научио да говори турски и стекао из прве руке знање о турским обичајима и историји. Године 1503. посетио је османску престоницу Константинопољ да би помогао свом брату Александру, који је био доведен у финансијску пропаст недавно завршеним османско-млетачким ратом и конфискацијом млетачке робе од стране Османлија. По доласку је установио да му је брат у међувремену умро. Од 1509. године, био је принуђен да напусти Венецију и живи у изгнанству у Француској. Током овог егзила саставио је први нацрт своје историје, који је посветио краљу Лују XII. Ову прву верзију је на француски превео Баларин де Раконис 1519. године, а објавио је у модерном издању 1896. Ц. Х. А. Шхефер.
Побожан, али не и догматски хришћанин, Спандоунес је био више наклоњен италијанском ренесансном хуманизму него религији. Свестан свог царског византијског наслеђа, он још увек није био „неоправдано фанатичан” против Турака, пошто је живео међу њима и упознао их. Ипак, главни циљ његовог рада био је да упозори западно хришћанство на турску претњу и окупи га у крсташки рат за ослобођење своје домовине. Међутим, упркос покушајима из XIX века да се Спандоунес прогласи за грчки национализам, његова ствар није била ограничена на земље у којима се говори грчки: Спандоунес је користио термин „Грчка“ за целу Европу, поред Азије (можда подсећајући на турску поделу претежно хришћанске Румелије од већине хришћанске Европе), а муслиман је себе једноставно бранио као хришћанску и муслиманску служењу одређеној нацији. Иако је остао православни хришћанин, Спандоунес се обратио Римокатоличкој цркви за помоћ, и служио је као саветник и повереник неколицини папа који ће заступати његову ствар, почевши од папе Лава Х (1513–1521), за кога је припремио други нацрт свог дела 1519. године. Посвађао се са Лавовим наследником папом Хадријаном VI, није показао само ратни интерес против Турака, папа није показао само интересовање за рат али је такође смањио породичну пензију, али је поново заузео положај под папом Клементом VII (1523–34) и папом Павлом III (1534–1549). Године 1538. произвео је трећу и последњу верзију свог дела, коју је (у француском преводу) представио француском дофену, будућем француском краљу Анрију II. Ова верзија је објављена у Луки 1550. године и — са много грешака — у Фиренци 1551. године, поново штампана 1654. године и представљала је основу за прво модерно издање грчког научника Константина Сатаса 1890. године.
Чини се да је Спандоунс засновао свој рад на усменом или документарном материјалу који је доступан њему и његовој породици, као и неодређеним „турским аналима“, али је немогуће рећи који. Готово да се не помињу други грчки историчари после 1453. године, што је, како Никол примећује, вероватно последица чињенице да су њихови радови били дистрибуирани у штампаном облику тек много касније. Исто тако, мало је што сугерише да је познавао и користио прегршт италијанских расправа о Турцима које су написане отприлике у исто време, осим дела Марина Барлетија, кога Спандоунс помиње по имену.